# Jeonju Ongoeul FC
Jeonju Ongoeul FC (kor. 전주 온고을 FC), klub piłkarski z Korei Południowej, z miasta Jeonju, który między 2008 a 2009 występował w K3 League (3. liga). Klub wycofał się z ligi przed startem nowego sezonu w 2010.